# O.H. Schmiegelow
Otto Henrik Schmiegelow (6. maj 1857 i Rønne – 26. februar 1920 på Kommunehospitalet) var en dansk administrator, bror til Christian Schmiegelow og far til Gordon Schmiegelow.
Han var søn af apoteker Fritz Schmiegelow og Johanne født Arboe. Han tog som ung til St. Croix, hvor han overtog plantagen Diamond and Ruby, og ledede senere Holger Petersens sukkerplantager i Dansk Vestindien. Han kom hjem til Danmark ca. 1920, men døde efter en operation for en ondartet nyresvulst.
Han ægtede Kate Isabelle Skeoch (27. oktober 1864 i St. Croix - ?), datter af plantageejer Robert Skeoch og Isabella Jones. Han havde fem børn.